# Asperula glabrata
Asperula glabrata är en måreväxtart som beskrevs av Tschern.. Asperula glabrata ingår i släktet färgmåror, och familjen måreväxter. Inga underarter finns listade i Catalogue of Life.